# Scambophyllum rarofasciatum
Scambophyllum rarofasciatum är en insektsart som beskrevs av Heinrich Hugo Karny 1926. Scambophyllum rarofasciatum ingår i släktet Scambophyllum och familjen vårtbitare. Inga underarter finns listade i Catalogue of Life.